# Estádio Estadual Jacques da Luz
Estádio Estadual Jacques da Luz – stadion piłkarski, w Campo Grande, Mato Grosso do Sul, Brazylia, na którym swoje mecze rozgrywa klub Centro Esportivo Nova Esperança.